# E. L. James
Erika Leonard (London, 1963.) engleska je autorica književne trilogije Pedeset nijansi.

## Životopis
Erika Leonard rođena je kao Erika Mitchell, poznatija je pod pseudonimom E. L. James, engleska je spisateljica najpoznatija po erotskom romanu Pedeset nijansi sive (Fifty Shades of Grey).

## Djela
- Pedeset nijansi sive, Profil, Zagreb, 2012., ISBN 978-953-313-110-8
- Pedeset nijansi mračniji, Profil, Zagreb, 2012., ISBN 978-953-313-125-2
- Fifty Shades Freed (2012.)

## Vanjske poveznice
- Službena stranica